# Hans Engelsen Eide
Hans Engelsen Eide (Voss, 8 maggio 1965) è un ex sciatore freestyle norvegese.

## Palmarès

### Mondiali
- 1 medaglia:
  - 1 argento (gobbe a Calgary 1988)

### Coppa del Mondo
- Miglior piazzamento in classifica generale: 2º nel 1991
- 1 podio:
  - 3 vittorie
  - 6 secondi posti
  - 5 terzi posti

#### Coppa del Mondo - vittorie
| Data             | Luogo        | Paese       | Disciplina |
| ---------------- | ------------ | ----------- | ---------- |
| 28 febbraio 1987 | Voss         | Norvegia    | MO         |
| 23 gennaio 1988  | Breckenridge | Stati Uniti | MO         |
| 28 febbraio 1989 | Mont Gabriel | Canada      | MO         |

Legenda:

MO = gobbe